# Alessandro Baratta (giurista)
Alessandro Baratta (Roma, 6 ottobre 1933 – Saarbrücken, 25 maggio 2002) è stato un giurista e sociologo italiano.
Insieme a Renato Treves è uno dei maestri della sociologia del diritto in Italia, in particolare per i suoi contributi socio-criminologici sul diritto penale e sul concetto di devianza.

## Biografia
Nel 1969 diviene professore ordinario nella Università degli Studi di Camerino. Negli anni settanta è professore nella Università della Saarland (Germania), e direttore dell'Institut für Rechts- und-Sozialphilosophie Archiviato il 18 giugno 2017 in Internet Archive.. Poco prima della scomparsa, torna ad insegnare in Italia, nella Università degli Studi di Lecce.
Nel 1975 fonda con Franco Bricola la rivista La Questione criminale, che diventa una delle riviste giuridiche più diffuse in Italia. Nel 1983 l'iniziativa editoriale si rinnova, divenendo Dei Delitti e delle Pene, sempre con Baratta come direttore. Dopo la morte di Baratta, la rivista recupera parte del nome originario, divenendo "Studi sulla questione criminale. Nuova serie di Dei delitti e delle pene", sotto la direzione degli allievi di Baratta: Dario Melossi, Giuseppe Mosconi, Massimo Pavarini e Tamar Pitch. La redazione della rivista, coordinata da Stanislao Rinaldi, raccoglie la leva più giovane dei criminologi critici e sociologi del diritto penale italiani (Alessandro De Giorgi; Lucia Re; Alvise Sbraccia; Monia Giovannetti; Giuseppe Campesi; Stefania Crocitti; Vincenzo Scalia; Francesca Vianello).  
Il suo libro più importante è Criminologia critica e critica del diritto penale (Il Mulino, Bologna, 1982). Con quest'opera Baratta opera una vera e propria fondazione della criminologia critica.
Per Baratta la nuova criminologia, o criminologia critica, deve radicalmente invertire il significato di devianza o meglio di comportamento socialmente negativo. È tale la condotta che si oppone ai bisogni fondamentali dell'uomo, il bisogno alla vita, ad un'esistenza dignitosa, ad un lavoro non umiliante. La vera negatività sociale è dunque l'oppressione dei più deboli da parte dei più forti, le condotte di minoranze privilegiate e prepotenti a danno dei dominati. Di conseguenza l'intervento pubblico migliore per portare giustizia ed equilibrio all'interno di rapporti sociali degradati non è il diritto penale, ma una politica integrale di protezione dei diritti fondamentali. Se il fondamento dell'organizzazione sociale è l'uomo con i suoi bisogni reali, la protezione più efficace di questi è un garantismo di tipo positivo, una politica integrale di protezione dei diritti umani. Il diritto penale è solo garantismo negativo. Per questo il principio di sussidiarietà deve essere applicato al diritto penale. L'intervento penale può essere ammesso solo per i casi più gravi, quando non ci sono alternative. Deve essere insomma un intervento di tipo residuale.
La  criminologia critica ha avuto vasta risonanza in Italia, in Germania, in Spagna, in America latina. Allievi di Baratta (Pio Marconi, Raffaele De Giorgi, Dario Melossi, Massimo Pavarini, Tamar Pitch, Realino Marra, Luigi Pannarale, Claudius Messner) sono docenti di criminologia, diritto penale, filosofia del diritto, sociologia del diritto in Università italiane; tutti hanno contribuito, con ricerche su temi specifici (anomia, mediazione penale, rischio e sicurezza, azione e imputazione penale) alla sociologia giuridico-penale.

## Opere principali
- Antinomie giuridiche e conflitti di coscienza. Contributo alla filosofia e alla critica del diritto penale, Giuffrè,  Milano, 1963.
- Positivismo giuridico e scienza del diritto penale. Aspetti teoretici e ideologici dello sviluppo della scienza penalistica tedesca dall'inizio del secolo al 1933, Giuffrè,  Milano, 1963.
- Criminologia critica e critica del diritto penale , il Mulino, Bologna 1982. Nuova edizione a cura di Anna Simone. Meltemi Deviazioni 2019.
- Philosophie und Strafrecht. Ausgewählte Aufsätze 1959-1974, Carl Heymanns, Köln, 1985.